# Luis Brethauer
Luis Brethauer (Aschafemburgo, 14 de setembro de 1992) é um ciclista alemão que compete no BMX.

## Carreira
Brethauer participa com a equipe TSV Betzingen em Air BMX. Sua carreira esportiva começou em 2000. Seu primeiro campeonato internacional foi em 2003 (Campeonato Europeu, em Klatovy), onde terminou em terceiro. No campeonato alemão de 2010, ele foi vice-campeão. Em 2011, Brethaue teve seu primeiro ranking nobre como 10º no campeonato em Haaksbergen. Ele também foi o 10º no Campeonato Mundial em Copenhague.
Conquistou seu primeiro título nacional no Campeonato Mundial de 2012 em Birmingham. Apesar de que Brethauer estava em 49º na corrida final do Campeonato Europeu em Orleães, ele chegou à final e terminou em 6º lugar. Um de seus maiores sucessos internacionais na Copa do Mundo (Supercross) 2012 é o 6º lugar no Super Contrarrelógio em Papendal e no 12º em Super Contrarrelógio na cordilheira de Ronda. Brethauer participou nos Jogos Olímpicos de 2012 em Londres, onde terminou em 20º na prova de BMX. Com essa Olimpíada de Londres, Brethauer tornou-se o primeiro alemão atleta olímpico em ciclismo BMX, junto com seu compatriota Maik Baier.
O maior sucesso de Brethauer foi registrado no Campeonato Mundial de BMX de 2013 em Auckland. Depois de um bom desempenho, ele chegou à final e conquistou a medalha de bronze. Ele teve que aceitar a derrota para o britânico Liam Phillips e o neozelandês Marc Willers.